# ふたりじめ
『ふたりじめ』は、成田圭の通算1枚目のオリジナル・ミニアルバム。2012年9月2日に発売。

## 概要
- プロデュースは、成田圭、Yu（vague）。
- 制作、発売元、販売元はインディーズである。

## 収録曲
1. ふたりじめ
作詞：成田圭 / 作曲：板垣悠永 / 編曲：Yu（vague）
2. heart road
作詞：成田圭 / 作曲 / 編曲：平島淳司
3. I miss you
作詞：成田圭 / 作曲 / 編曲：Yu（vague）
4. 君ヲモフ日々に
作詞：日浦駿介 / 作曲：板垣悠永 / 編曲：平島淳司
5. umbilical cord
作詞：成田圭 / 作曲：松園さとし / 編曲：Yu（vague）
6. 涙月（るいげつ）
作詞 / 作曲：成田圭 / 編曲：平島淳司、名手久詞

## リンク
成田圭ブログ「とっぴんぱらりのぷー♪」